# Klasztor Pijarów w Bílej Vodzie
Klasztor pijarów w Bílej Vodzie (czes. Klášter Bílá Voda) – barokowy kompleks budynków dawnego kolegium w czeskiej wsi Bílá Voda w powiecie Jesionik cz.  w kraju ołomunieckim. Ten obecnie nieużytkowany obiekt mieścił pomieszczenia klasztorne zakonu pijarów, szkołę i kościół.

## Historia
Ufundowany został w 1723 przez biskupa ołomunieckiego Jakoba Ernsta von Liechtensteina-Kastelkorna. W latach 1724–1733 wzniesiono kolegium i seminarium pijarskie, a w latach 1755–1765 kościół. Architektem obiektu był Jan Innocenty Töpper. W 1818 zamknięto seminarium, a w 1829 kolegium. Pijarzy obsługiwali parafię do 1938.
W 1950 w klasztorze tym internowano zakonnice z rozwiązanych klasztorów z terenu Czechosłowacji. Po upadku komunizmu niemal wszystkie opuściły wieś.

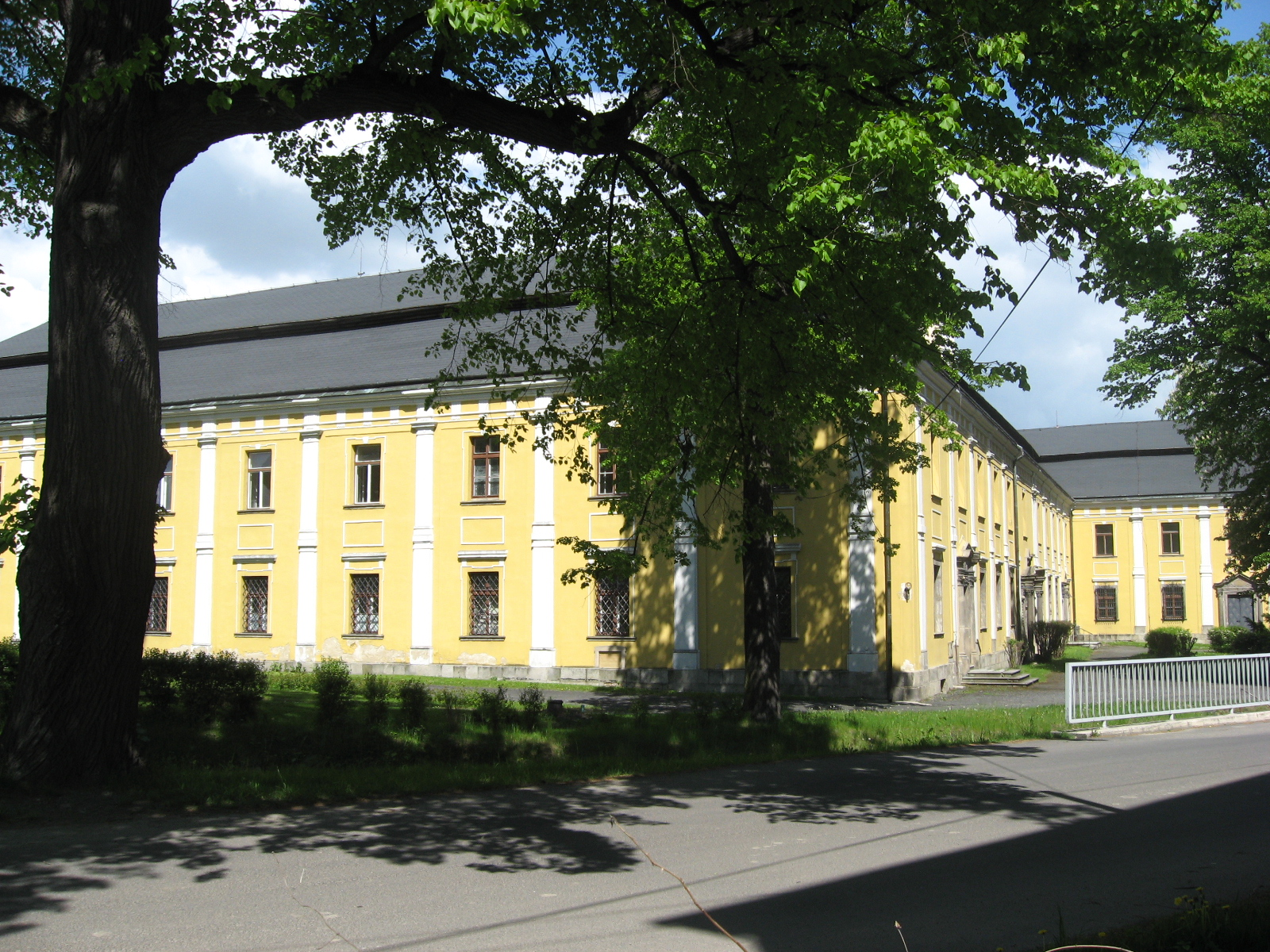
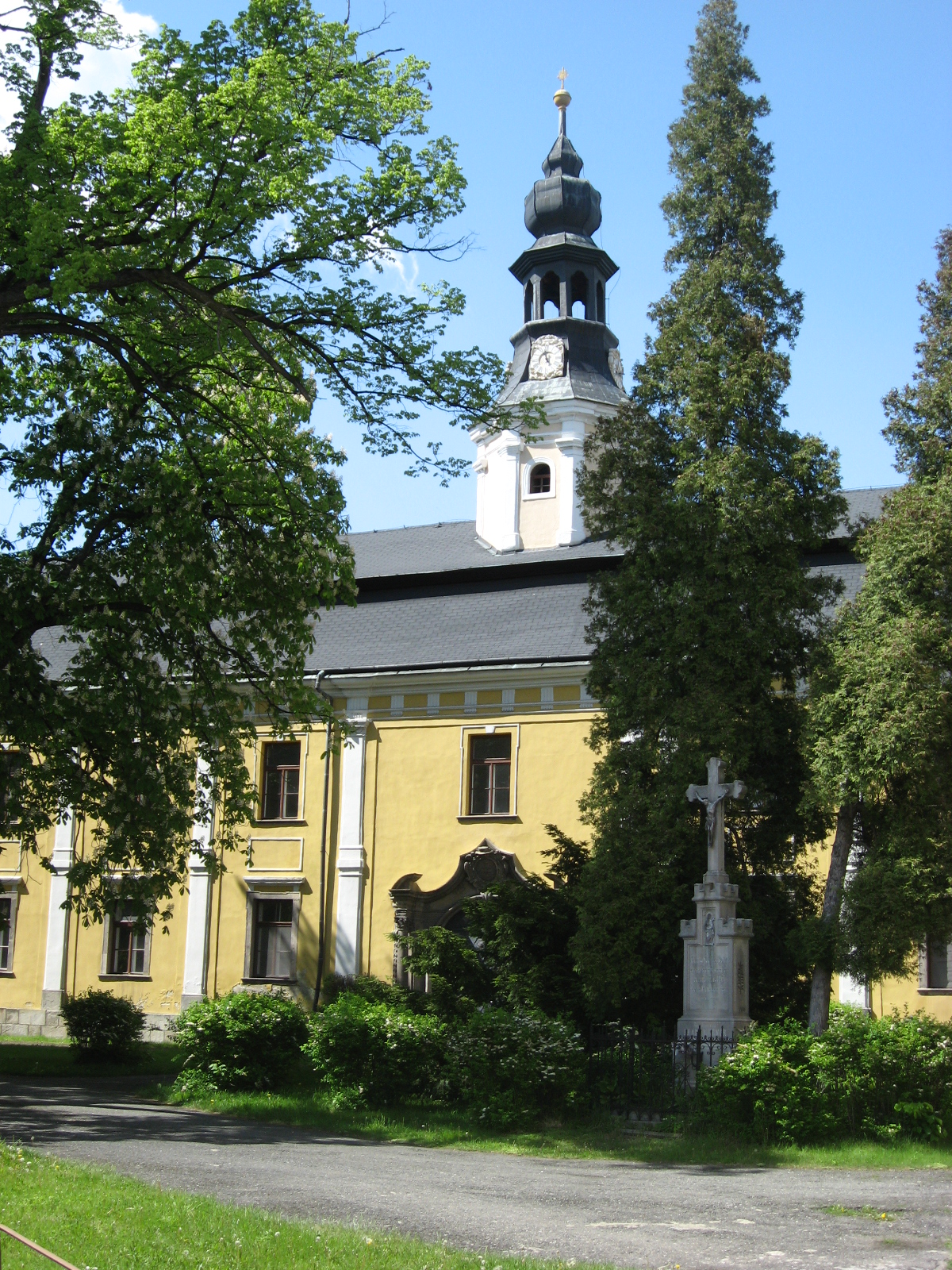
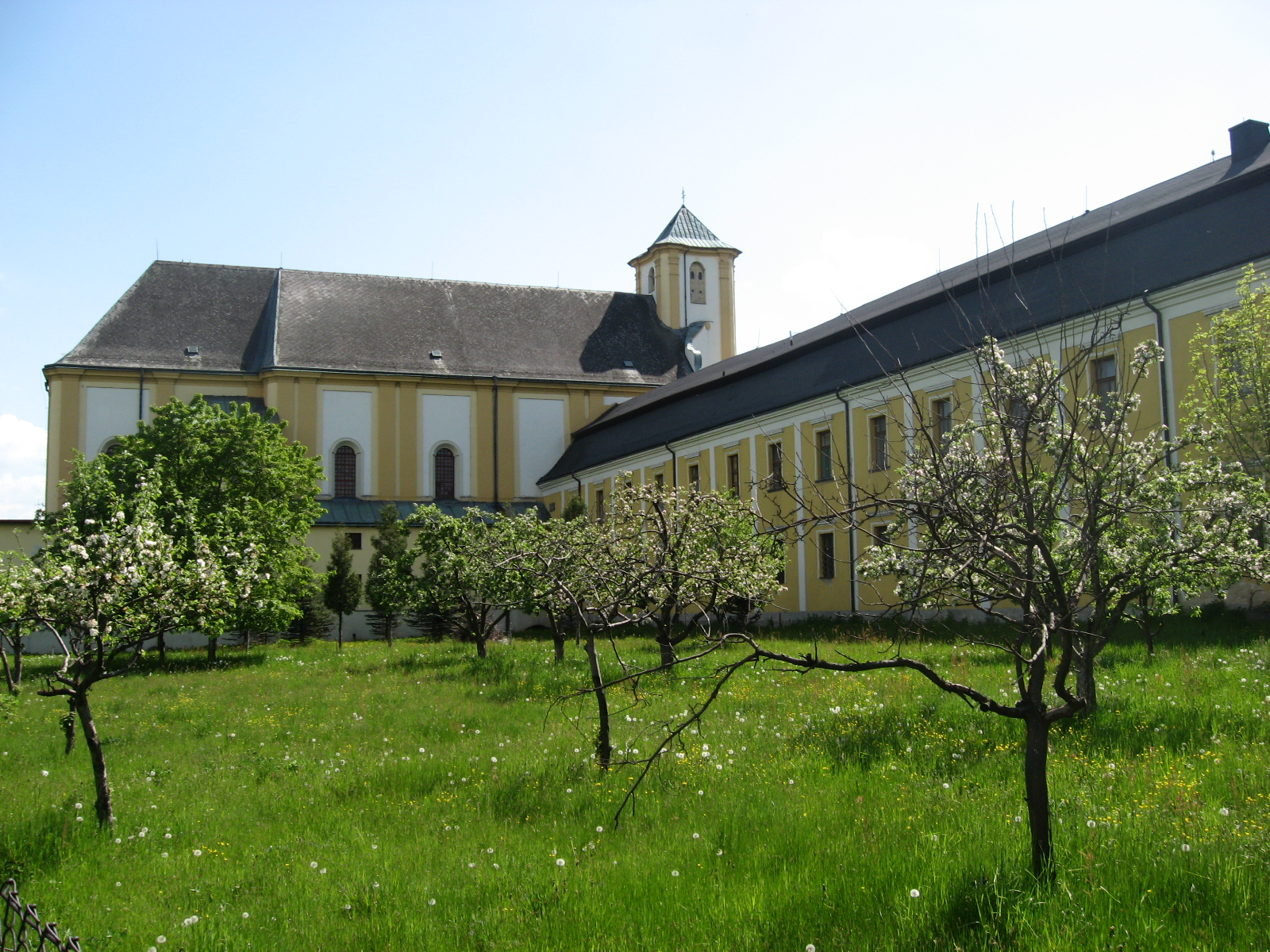

## Postacie związane z klasztorem
- Jan Nepomucen Rust (1775–1840) – profesor doktor nauk medycznych, naczelny lekarz kliniki Charite w Berlinie, osobisty lekarz króla Prus Fryderyka Wilhelma III, uczył się w kolegium pijarskim w Bílej Vodzie.
- Anton Felkel (1740–1800) – matematyk, badacz liczb pierwszych, uczył się w kolegium pijarskim